# Singapore Open 1997
Il Singapore Open 1997 è stato un torneo di tennis giocato sul sintetico indoor. È stata la 6ª edizione maschile del Singapore Open che fa parte della categoria Championship Series nell'ambito dell'ATP Tour 1997.
Si è giocato a Singapore dal 6 al 12 ottobre 1997.

## Campioni

### Singolare
Magnus Gustafsson ha battuto in finale  Nicolas Kiefer con il punteggio di 4–6, 6–3, 6–3

### Doppio
Mahesh Bhupathi /  Leander Paes hanno battuto in finale  Rick Leach /  Jonathan Stark con il punteggio di 6–4, 6–4